# Laird Cregar
Laird Cregar est un acteur américain, né à Philadelphie le 28 juillet 1913 et mort le 9 décembre 1944 à Los Angeles.
Sa renommée lui vient du cinéma, notamment avec des rôles de « méchant », comme dans Qui a tué Vicky Lynn ? (1941) ou Jack l'Éventreur (1944), mais il était également présent au théâtre.
La carrière cinématographique de Cregar débute en 1940 comme figurant. En 1941, il signe un contrat de cinéma avec la 20th Century Fox. Il atteint rapidement la célébrité, apparaissant dans différents genres, de la comédie délirante au film d’horreur.
Acteur populaire, il meurt prématurément des suites d’une crise cardiaque due à des régimes alimentaires mal gérés, qui avaient été entrepris dans le cadre de sa carrière.

## Filmographie
- 1940 : Oh ! Johnny mon amour ! (Oh Johnny, How You Can Love) de Charles Lamont
- 1940 : Granny Get Your Gun de George Amy
- 1941 : Les Trappeurs de l'Hudson (Hudson's Bay) d'Irving Pichel
- 1941 : Arènes sanglantes (Blood and sand) de Rouben Mamoulian
- 1941 : Charley's Aunt d'Archie Mayo
- 1941 : Qui a tué Vicky Lynn ? (I Wake up Screaming) de H. Bruce Humberstone
- 1942 : Jeanne de Paris (Joan of Paris) de Robert Stevenson
- 1942 : Qui perd gagne (Rings on Her Fingers) de Rouben Mamoulian
- 1942 : Tueur à gages (This Gun for Hire) de Frank Tuttle
- 1942 : Ten Gentlemen from West Point d'Henry Hathaway
- 1942 : Le Cygne noir (The Black swan) de Henry King
- 1943 : Hello Frisco, Hello de H. Bruce Humberstone
- 1943 : Holy Matrimony de John M. Stahl
- : Le ciel peut attendre (Heaven Can Wait) d'Ernst Lubitsch
- 1944 : Jack l'Éventreur (The Lodger) de John Brahm
- 1945 : Hangover Square (Hangover Square) de  John Brahm